# Chester Barnard
Chester Irving Barnard (Malden, 1886. november 7. – New York, 1961. június 7.), amerikai vállalatigazgató, társadalmi ügyintéző volt. Úttörő művek szerzője menedzsmentelméleti és szervezetelméleti témákban. Leghíresebb könyve az 1938-ban megjelent Functions of the Executive, amelyben kifejti a szervezetelmélet modellt és a vezetői funkciókat a szervezeten belül. A könyvben leírtakat a mai napig széles körben tanítják és alkalmazzák egyetemeken menedzsmentelmélet és szervezetszociológia témájú kurzusokon.

## Életrajz
Fiatalkorában egy farmon dolgozott, majd közgazdaságtant tanult a Harvard Egyetemen. Zongorahangolásból és táncegyüttes működtetésből élt. A Harvardon végül nem szerzett diplomát, de később számos egyetem adományozott neki tiszteletbeli doktori címet.